# Инир II ап Карадок
Инир ап Карадок (валл. Ynyr ap Caradog; VI век) - правитель части Гвента около 540 года. Он либо сын Карадога ап Инир Гвент, либо сын Карадога сына Гургана Великого.

## Биография
В Книге из Лландафа. упоминается, как отец Иддона, современника Тейло (ум.560). В Жизни Святого Беуно, упоминается как правитель Гвента, когда Беуно отправился туда в начале своей карьеры. Он любезно принял Беуно, дал ему золотые кольцо и корону, сдал себя к Беуно, как ученик и монах, и дал ему три доли земли в Эвиасе, что в современном Херефордшире. В той же Жизни он появляется как отец Иддона и Тегиуга.
А. У. Уэйд-Эванс четко различал двоих Иниров, где он отличает двух человек по имени Итон ап Инир Гвент ап Карадог и Инир II(ок.540)